# Avesta pedagogi
Avesta pedagogi var en skola i Avesta, verksam från mitten av 1800-talet till omkring 1872.
Skolan omnämns som en enklassig pedagogi 1864, möjligen startad 1851, som 1872 anges inte längre vara verksam.